# مارک ویتال
مارک ویتال (انگلیسی: Mark Vital؛ زادهٔ ۷ نوامبر ۱۹۹۷) بازیکن بسکتبال است.